# Euneiz
La Universidad Euneiz es una universidad privada con sede en Vitoria.
Impulsada por el grupo de José Antonio Querejeta, dueño de Saski Baskonia y del Deportivo Alavés, la universidad aprovecha las instalaciones de la antigua sede de la Caja Vital, en las inmediaciones del pabellón Fernando Buesa Arena y de la ciudad deportiva BAKH. La ley que la reconoce como el quinto centro universitario del País Vasco se aprobó en el Parlamento Vasco en noviembre de 2021, gracias a los votos del Partido Nacionalista Vasco, Partido Socialista de Euskadi, la coalición integrada por el Partido Popular y Ciudadanos, y Vox, pero con el rechazo de Euskal Herria Bildu y Elkarrekin Podemos. Cuenta con dos facultades, una de Ciencias de la Salud y otra de Nuevas Tecnologías Interactivas, en las que, desde el 15 de septiembre de 2022, se imparten cuatro grados. La inauguración oficial, sin embargo, se retrasó hasta el 18 de octubre de ese mismo año.
Su primer rector fue Lluís Vicent, sucedido en 2024 por Eva Eguiguren.